# La Fille de la forêt
Pour plus de détails, voir Fiche technique et Distribution.
La Fille de la forêt (titre original : The Forest Rangers) est un film américain en Technicolor réalisé par George Marshall, sorti en 1942.

## Synopsis
L'agent de la police forestière Don Stuat est persuadé que l'incendie qui fait rage dans la région, est d'origine criminelle ; il tente de trouver le coupable. Ce faisant, il a affaire à deux femmes : son amie Tana Mason, qui l'aime secrètement, et la riche Celia, qu'il épouse...

## Fiche technique
- Titre : La Fille de la forêt
- Titre original : The Forest Rangers
- Titre belge : Cœurs en flamme
- Réalisation : George Marshall
- Scénario : Harold Shumate (en) d'après une histoire de Thelma Strabel (en)
- Photographie : Charles Lang et William V. Skall
- Montage : Paul Weatherwax
- Musique : Friedrich Hollaender, Joseph J. Lilley et Victor Young
- Direction artistique : Hans Dreier et A. Earl Hedrick (en)
- Effets visuels : Farciot Edouart et Gordon Jennings
- Producteur : Robert Sisk
- Société de production : Paramount Pictures
- Pays de production :  États-Unis
- Langue : anglais
- Format : couleur (Technicolor) - Son : Mono (Western Electric Mirrophonic Recording)
- Genre : Film d'aventures
- Durée : 87 min
- Dates de sortie : 
  - États-Unis : 21 octobre 1942
  - France : 9 août 1950

## Distribution
- Fred MacMurray : Don Stuart
- Paulette Goddard : Celia Huston Stuart
- Susan Hayward : Tana 'Butch' Mason
- Lynne Overman : Jammer Jones
- Albert Dekker : Twig Dawson
- Eugene Pallette : Howard Huston
- Regis Toomey : Frank Hatfield
- Rod Cameron : Jim Lawrence
- Clem Bevans : Terry McCabe
- James Brown : George Tracy
- Kenneth Griffith : Ranger
- Keith Richards (it) : Ranger
- William Cabanne : Ranger
- Jimmy Conlin : Otto Hanson

Acteurs non crédités
- Ed Brady : un policier
- Sarah Edwards : Mme Hansen
- Robert Homans : un bûcheron
- Harry Woods : un bûcheron
- Arthur Loft : John Arnold